# Diamágnesesség

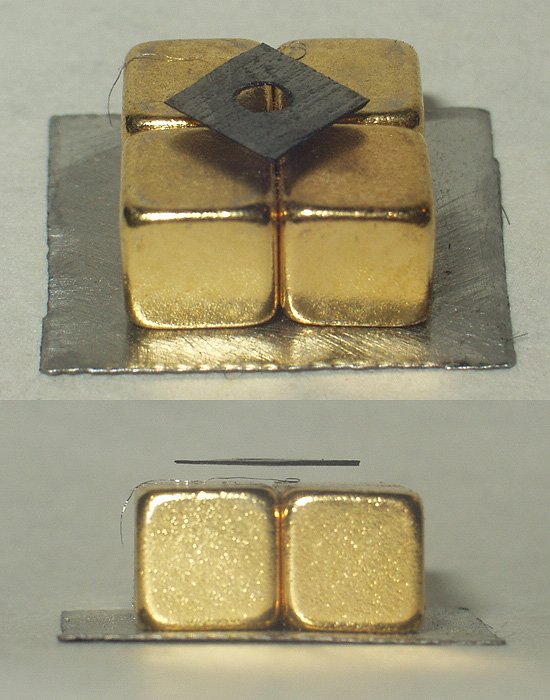
Pirolitikus grafit lebegése

A diamágnesesség a mágnesesség egy formája, amely csak külső mágneses tér hatására jelentkezik. Ez általában egy gyenge hatás, de a szupravezetők erős hatást produkálnak.
A diamágneses anyagok jellegzetes tulajdonsága, hogy bennük a spin- és a pályamomentum semlegesítik egymást, ezért normális állapotukban nincs kifelé irányuló mágneses momentumuk. Lenz törvénye értelmében csak külső tér hatására alakul ki egy azzal ellentétes irányú eredő mágneses mező. A diamágneses anyagok relatív permeabilitása 1-nél kisebb, de 1-hez nagyon közeli érték, a szuszceptibilitása pedig negatív. A diamágneses anyagok a mágneses fluxusvonalakat eltérítik az anyagtól, a szupravezetők teljesen kizárják, kivéve egy igen vékony réteget a felületen.

## Története
1778-ban  S. J. Bergman figyelte meg először, hogy a bizmut és az antimon taszítja a mágneses teret. Magát a “diamágnesesség” elnevezést Michael Faraday alkotta meg 1845-ben, amikor rájött, hogy a természetben minden anyag rendelkezik valamilyen formájában a diamágnesességgel egy külső mágneses tér hatására.

## Diamágneses anyagok
Ismertebb diamágneses anyagok
| Anyag          | {\displaystyle x_{v}(\cdot 10^{-5})} |
| -------------- | ------------------------------------ |
| Bizmut         | -16,6                                |
| Szén (gyémánt) | -2,1                                 |
| Réz            | -1,0                                 |
| Ólom           | -1,8                                 |
| Ezüst          | -2,6                                 |
| Higany         | -2,9                                 |
| Víz            | -0,91                                |
| Szupravezető   | -{\displaystyle 10^{5}}              |

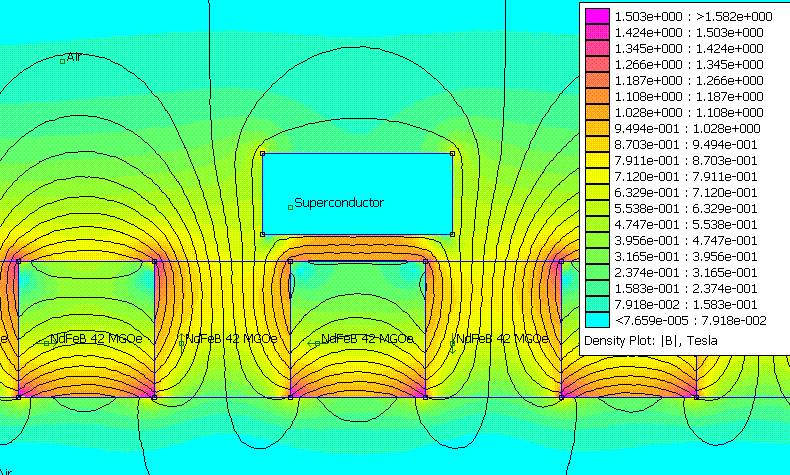
Szupravezető, a tökéletes diamágnes

A diamágnesesség általános jelenség, mert az összes elektron, beleértve az atom elektronjait, mindig egy gyenge reakciót mutatnak. Azonban azon anyagoknál, amelyek a mágnesesség más formáit mutatják (ferromágnesesség, paramágnesesség) a diamágnesességet teljesen elnyomják. Azok az anyagok, amelyekre leginkább a diamágneses tulajdonságok jellemzőek, diamágneseknek hívjuk. Ezek közé tartoznak a nem-fizikusok által “nem mágneses” anyagoknak nevezett anyagok, mint például a víz, fa, a legtöbb szerves anyag, mint például a petróleum és néhány műanyag és több fém, mint a réz is, különösen a nehézfémek, amelyek sok elektronnal rendelkeznek (higany, arany, bizmut). Különböző molekuláris részek diamágnesességét Pascal-állandónak nevezik.
Diamágneses anyagok relatív mágneses permeabilitása kisebb mint 1, a mágneses szuszceptibilitása kisebb, mint 0, és ezért taszítják a mágneses mezőt. Mivel a diamágnesesség egy gyenge hatású jelenség, ezért a mindennapokban nem figyelhető meg. A fenti táblázatból látható, hogy a legerősebb diamágnesességet mutató anyag a bizmut. A mágneses szuszceptibilitásuk nagyságrendekkel kisebb, mint a para- vagy ferromágneseknek.
A szupravezető lényegében egy tökéletes diamágnes. Amikor egy mágneses mezőbe helyezik, kizárja a mezőt és a fluxusvonalak elkerülik ezt a régiót. (Meissner-Ochsenfeld-effektus) A szupravezető szuszceptibilitása {\displaystyle x_{v}=-1}.
Ez a hatás nem az örvényáramoknak tudható be, mint ahogy az közönséges diamágneses anyagoknál érvényes.
Továbbá minden vezető effektív diamágneses hatást mutat, amikor változó mágneses térbe kerül. A Lorentz-erő hat az elektronokra, ami előidézi az elektronok körforgását, kialakítva az örvényáramot. Az örvényáramok aztán mágneses teret produkálnak, amely ellentétes az alkalmazott térrel, ellenállva a vezető mozgásával.

## Diamágnesesség demonstrálása

### Vízfelszín meggörbítése
Ha egy erős mágnest (például szupramágnes) egy vízréteg takar el (a mágnes átmérőjéhez képest vékony rétegben), akkor a mágnes tere meggörbíti a vizet. Ez egy kis gödröcskét képez a víz felszínén.

### Diamágneses levitáció

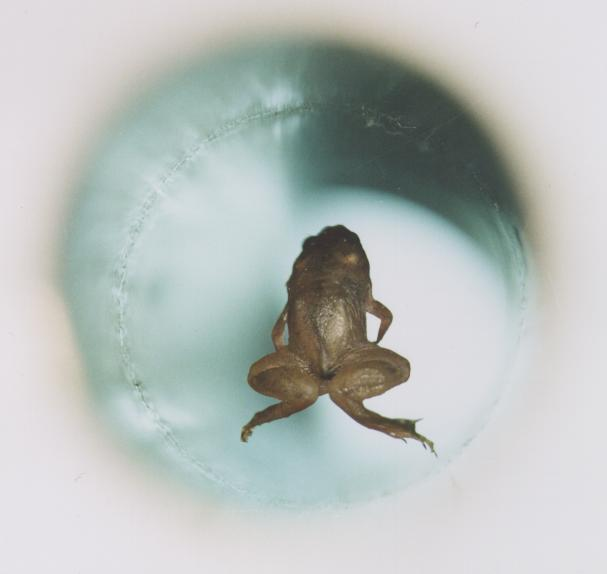
Élő béka lebegése

A képen egy élő béka levitál (lebeg) egy 32 mm átmérőjű Bitter szolenoid függőleges furatában 16 tesla erősségű mágneses térben, a  Nijmegen High Field Magnet Laboratory-ban. Diamágneses mágneses térben létrejöhet a lebegés egyensúlyi állapotban, energiafelhasználás nélkül.
Az Earnshaw-elmélet szerint úgy tűnik, hogy a statikus mágneses levitáció kizárt. Azonban az Earnshaw-elmélet csak azokra az objektumokra vonatkozik, amelyeknek pozitív momentumuk van, mint például a ferromágneseknek (amelyeknek permanens pozitív momentumuk van) és a paramágneseknek (amelyek pozitív momentumot indukálnak). A diamágnesek negatív momentumot indukálnak. Egy vékony rétegű pirolitikus grafit, amely rendszerint erősen diamágneses anyag, stabilan lebeghet mágneses térben, amely származhat permanens ritkaföldfém mágnesektől.
Ezek mind bemutathatóak szobahőmérsékleten, mint a diamágnesesség demonstrációja. 2009 szeptemberében a NASA Jet Propulsion Laboratory (Pasadena, Kalifornia) bejelentette, hogy sikerült egy egeret lebegtetniük egy szupravezető-mágnes segítségével. Ez nagy előrelépés volt, hiszen egy egér jóval közelebb áll az emberhez, mint egy béka) A kutatók abban reménykednek, hogy hasonló kísérleteket képesek produkálni csontokon és izmokon mikrogravitációs környezetben.
A jelenleg folyó kísérletekben proteinkristályok növekedését vizsgálják erős mágneses térben, amely a Föld gravitációját ellensúlyozza.
Otthon is elvégezhető kísérlet: néhány permanens mágnessel lebegtetni lehet bizmut lemezeket.

## A diamágnesesség elmélete
A Bohr–van Leeuwen-elmélet szerint egy tisztán klasszikus rendszerben nem létezhet sem diamágnesesség, sem paramágnesesség. Mégis a diamágnesességre Langevin klasszikus elmélete hasonló előrejelzést ad, mint a kvantumelmélet.

### Langevin-féle diamágnesesség
A diamágnesesség Langevin elméleténél az anyag atomjai zárt héjban vannak (lásd dielektrium).  A Larmor-precesszió szerinti frekvencia {\displaystyle \omega =eB/2m}. A fordulatszám {\displaystyle \omega /2\pi }, így az áram Z elektronnal rendelkező atomnál: (SI-egységben) .
{\displaystyle I=-{\frac {Ze^{2}B}{4\pi m}}.}
ahol egy e töltésű és m tömegű elektronra ható térerősség: B
Egy áramhurok mágneses momentuma egyenlő az áram és a hurok területének szorzatával. Tegyük fel, hogy a tér a Z-tengelyen van. Az átlagos hurokterület megadható, ahol az elektronok távolságának átlagos középértéke merőleges  a  z-tengelyre. 
A mágneses momentum ekkor:
{\displaystyle \mu =-{\frac {Ze^{2}B}{4m}}\langle \rho ^{2}\rangle .}
Ha a töltéseloszlás gömb mentén szimmetrikus, akkor feltételezhetjük, hogy az x, y, z koordináták eloszlása független, és azonosan oszlanak el. Ekkor  {\displaystyle \langle x^{2}\rangle =\langle y^{2}\rangle =\langle z^{2}\rangle =\langle r^{2}\rangle /3}, ahol {\displaystyle \langle r^{2}\rangle } a mag elektronjai távolságának négyzetes középértéke. Ilymódon {\displaystyle \langle \rho ^{2}\rangle =\langle x^{2}\rangle +\langle y^{2}\rangle =(2/3)\langle r^{2}\rangle }. Ha N az atomok száma egységenként, a diamágneses szuszceptibilitás:
{\displaystyle \chi ={\frac {\mu _{0}N\mu }{B}}=-{\frac {\mu _{0}NZe^{2}}{6m}}\langle r^{2}\rangle .}

## Diamágnesesség fémekben
A Langevin-elmélet nem vonatkozik a fémekre, mert a fémeknek nincsenek lokalizált elektronjaik. A szabad elektronú gázokra vonatkozó diamágnesesség-elméletet Landau-diamágnesességnek hívják.

## Fordítás
Ez a szócikk részben vagy egészben  a   diamagnetism című az Wikipédia-szócikk ezen változatának fordításán alapul.  Az eredeti cikk szerkesztőit annak laptörténete sorolja fel. Ez a jelzés csupán a megfogalmazás eredetét és a szerzői jogokat jelzi, nem szolgál a cikkben szereplő információk forrásmegjelöléseként.

## Külső hivatkozások
- https://www.youtube.com/watch?v=8tFsrGRwOOM